# Яр-Мохаммад Хан Керманшахи
Сардар Яр-Мохаммад Хан Керманшахи (перс. یارمحمدخان کرمانشاهی‎; 1879, Керманшах — 5 октября 1912, Керманшах) — активный участник первой иранской революции в 1908—1910 годах. Участник обороны Тебриза во время осады города войсками Мохаммада Али шаха, соратник Саттар-хана и Багир-хана. Был убит пр приказу Абдул-Хоссейна Мирзы Фарманфармы, хакима Керманшаха 5 октября 1912 на хлебном рынке города во время антишахской агитации.

## Происхождение и ранние годы
Яр-Мохаммад Хан Керманшахи был сыном Мирзы Мохаммад Хана и Белгейз-ханум. Его отец происходил из племени лаков Зардалан, мать происходила из племени лаков Балаванд. Будущий революционер появился на свет в Керманшахе в 1879 году. Чтению и письму обучался в мактабе, в юности занимался традиционными видами спорта и посещал зорхане. В молодости зарабатывал на жизнь мелкой торговлей на площади Сабзе в Керманшахе. Затем был принят на службу в артиллерийскую бригаду, где начал быстрое продвижение по карьерной лестнице.

## Начало революции
Не скрывал революционных идей и вступил в тайное общество «Гейрате Керманшах», в котором плотно общался с противниками шахского режима, такими как Хаджи Ага Мохаммад Мехди, Мирза Али Хан, Абу аль-Фатх Мирза Даулятшахи и многими другими. После начала столкновений между сторонниками и противниками конституционной реформы, скрывался в английском консульстве Керманшаха. Затем, спасая свою жизнь, вместе со своим сводным братом Хоссейном Ханом Калахи уехал в Тегеран. Весть о расстреле меджлиса, произошедшем 22 июня 1908 году, застала братьев в Куме и они вместо Тегерана поспешили в Тебриз. Там они присоединился к движению, возглавляемому Саттар-ханом и Багир-ханом.

## Осада Тебриза
Боевым крещением Яр-Мохаммад Хана стали сражения при Мераге и при Ширамине, случившиеся в конце 1908 — начале 1909 годов. Конституционалисты проиграли, и были вынуждены отступить в Тебриз. Вместе с остальными революционерами бежали и братья Керманшахи.
В битвах Яр-Мохаммад Хан показал себя храбрым воином и способным командиром. 12 февраля 1909 он возглавил успешную атаку на лагерь осаждающих, сумев нанести большой ущерб армии шаха. В феврале-марте 1909 года участвовал в сражении при Хокмабаде, проявил мужество и показал себя достойным военачальником, за что был удостоен награды. В битве при Анахатуне он был ранен в ногу, но всё равно вышел победителем. После победы конституционалистов выехал в Тегеран и прибыл в город 19 марта 1910 года, вместе с Саттар-ханом, Багир-ханом и сотней соратников.

## Конституционный период
После восстановления меджлиса и принятия конституции в стране появилось большое количество различных партий и течений, самыми важными из которых стали «Демократическая партия» и реформистская партия «Этеда Алийюн» (اعتدالیون). Саттар-хан примкнул к «Этеда Алийюн», а Яр-Мохаммад Хан склонялся к позиции «демократов».
Весной 1911 года, когда премьер-министром вновь стал Мохаммад Вали-хан Толекабони, который, будучи враждебно настроенным против многих участников революции. Ночью 22 марта 1911 он отдал приказ об аресте Яр-Мохаммад Хана. Через две недели после ареста, 3 апреля, был издан приказ о высылке сардара из Ирана в Ирак, но под давлением общественности наказание пришлось заменить на ссылку в Керманшах.

## Смерть
Находясь в ссылке в Керманшахе, Яр-Мохаммад занимался активной антишахской деятельностью и вступил в прямые столкновения с армией губернатора Абдул-Хоссейна Мирзы Фарманфармы. Пытаясь собрать революционную армию, агитировал в Сенендедже, но затем снова вернулся в Керманшах.
5 октября 1912 года во время очередной агитации Яр-Мухаммад выступал на крытом базаре Керманшаха и призывал к восстанию против «тирании шаха». Неожиданно для всех, во время чтения речи прозвучал выстрел из щели в потолке. Пуля попала в человека, стоявшего рядом с Яр-Мохаммадом, сам сардар задет не был. Керманшахи, вместо того, чтобы спрятаться, бросился искать убийцу, но следующий выстрел поразил прямо в голову уже его самого. Многие ополченцы были перебиты. Семья Яр-Мохаммада была схвачена и затем сослана в окрестности Казвина.

## Могила
Тело Яр-Мохаммада было захоронено в старой гробнице в Керманшахе. В наше время гробница разрушена, но могила сардара сохранилась до сих пор.

## Память
После второй иранской революции в 1979 году главный бульвар города Керманшаха был назван в честь Яр-Мохаммад Хана Керманшахи. Однако, после смерти Мохаммада Бехешти этот бульвар был переименован в честь последнего.